# Циркно језеро
Циркно језеро је тип глацијалног језера које настаје ерозионим радом ледника. Стварају се на местима некадашњих циркова, када се он нађе испод снежне границе. Циркна језера су карактеристична за високе планинске пределе. Њихове размере су мале, округластог су или сочивастог облика, обала је слабо разуђена а дубина је не већа од 10-ак метара (најчешће 1–5 метара). У народу су добила назив „горске очи” због своје изузетне лепоте и модро плаве боје.
На Балкану су овакава језера заступљена на Дурмитору, Шар-планини, Проклетијама и другим вискох планинама. Најчешће немају ни притоку ни отоку, а искључиво се хране кишницом.